# Judy Armitage
Judith Patricia Armitage (1954) es una bioquímica inglesa, profesora de bioquímica molecular y celular en la Universidad de Oxford. Sus investigaciones se basan en gran parte en el movimiento de las bacterias por rotación flagelar y mecanismos de quimiotáxicos usados para controlar tales movimientos. Realizó estudios en el University College London, Armitage ha trabajado en Oxford desde 1985, y fue nombrada profesora en 1996.

## Algunas publicaciones
- c.h. Bell, s.l. Porter, a. Strawson, d.i. Stuart, j.p. Armitage. 2010a. Using structural information to change the phosphotransfer specificity of a Two-Component chemotaxis signalling complex. PLoS Biology 8(2): e1000306

- r. Hamer, p.-y. Chen, j.p. Armitage, g. Reinert, c.m. Deane. 2010b. Deciphering chemotaxis pathways using cross species comparisons. BMC Sys Biol, 4:3

### Libros
- judith p. Armitage. 2009. From bacterial chemotaxis to cellular systems biology: a tribute to Dennis Bray. Editor Elsevier, 66 pp.

## Honores

### Membresías
- Merton College de Oxford[3]
- EMBO
- Academia Estadounidense de Microbiología
- Sociedad de Biología (RU)

Directora de
- Oxford University Centre for Integrative Systems Biology[4]